# Zeno J. Rives

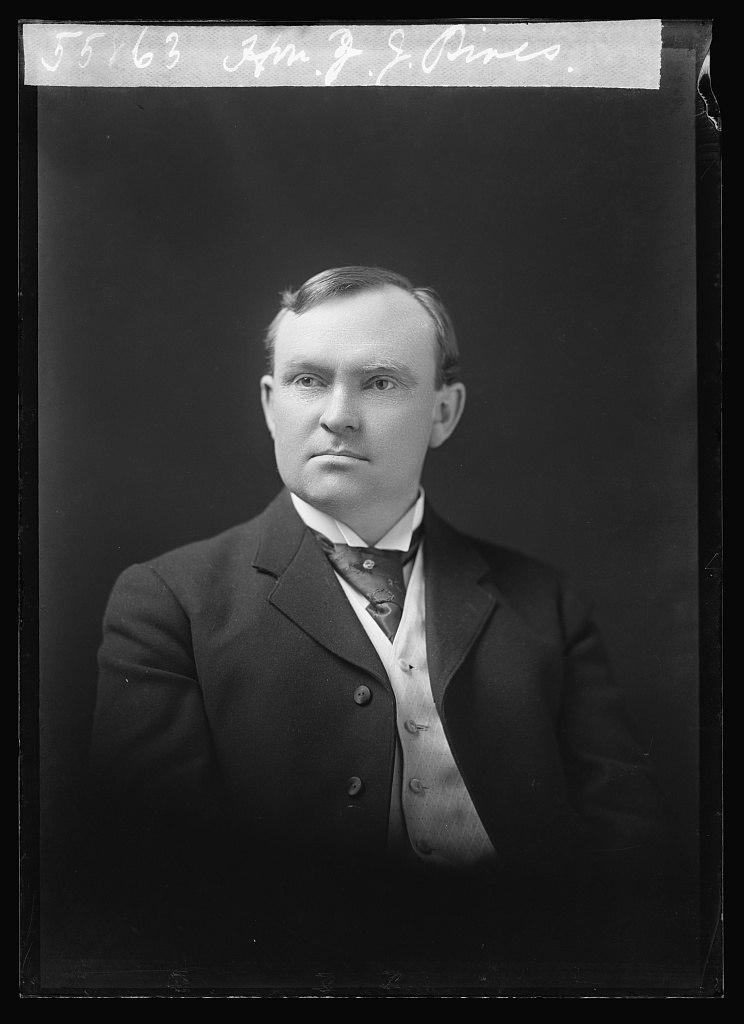
Zeno J. Rives

Zeno John Rives (* 22. Februar 1874 bei Greenfield, Hancock County, Indiana; † 2. September 1939 in Decatur, Illinois) war ein US-amerikanischer Politiker. Zwischen 1905 und 1907 vertrat er den Bundesstaat Illinois im US-Repräsentantenhaus.

## Leben
Im Jahr 1880 zog Zeno Rives mit seinen Eltern nach Litchfield in Illinois, wo er die öffentlichen Schulen besuchte. Nach einem anschließenden Jurastudium und seiner 1901 erfolgten Zulassung als Rechtsanwalt begann er in Litchfield in diesem Beruf zu arbeiten. 1903 wurde er als City Clerk bei der dortigen Stadtverwaltung angestellt. Gleichzeitig schlug er als Mitglied der Republikanischen Partei eine politische Laufbahn ein.
Bei den Kongresswahlen des Jahres 1904 wurde Rives im 21. Wahlbezirk von Illinois in das US-Repräsentantenhaus in Washington, D.C. gewählt, wo er am 4. März 1907 die Nachfolge von Ben F. Caldwell antrat. Da er im Jahr 1906 nicht bestätigt wurde, konnte er bis zum 3. März 1907 nur eine Legislaturperiode im Kongress absolvieren.
Nach dem Ende seiner Zeit im US-Repräsentantenhaus praktizierte Rives wieder als Anwalt in Litchfield. Zwischen 1912 und 1916 war er dort auch Posthalter. Seit 1919 lebte er in Decatur, wo er weiterhin als Rechtsanwalt tätigt war. Außerdem stieg er in das Immobiliengeschäft ein. Er starb am 2. September 1939 in Decatur.